# 梼原町一貫教育支援センター
梼原町一貫教育支援センター（ゆすはらちょういっかんきょういくしえんセンター）は、高知県梼原町が運営する教育支援組織である。梼原町教育委員会のもと、地域と学校、幼児教育から高等学校までの教育機関の連携を促進し、教育を通じた地域活性化を目指す。

## 設立の背景
梼原町は、人口約3,494人（2019年3月末時点）、高齢化率44.1%の山間部に位置し、人口減少と高齢化が進行している。
2013年（平成25年）度に、檮原町教育委員会内に、保育園から高等学校までの一貫教育（「0歳から18歳まで、18年間で梼原人を育てる」）および社会人教育に取り組む目的で設置された。保幼小中高の管理職員で組織する月例の「園長・校長・教頭会」には、センター長も参加している。